# Donja Lisina
Donja Lisina (izvirno srbsko Доња Лисина; bolgarsko Долна Лисина) je naselje v Srbiji, ki upravno spada pod Občino Bosilegrad; slednja pa je del Pčinjskega upravnega okraja.

## Demografija
V naselju živi 277 polnoletnih prebivalcev, pri čemer je njihova povprečna starost 48,5 let (46,0 pri moških in 51,2 pri ženskah). Naselje ima 113 gospodinjstev, pri čemer je povprečno število članov na gospodinjstvo 2,80.
Prebivalstvo je večinoma nehomogeno, a v času zadnjih treh popisov je opazno zmanjšanje števila prebivalcev.
|  |

| Demografija | Demografija     | Demografija     |
| Leto        | Št. prebivalcev | Št. prebivalcev |
| ----------- | --------------- | --------------- |
|             |                 |                 |
|             |                 |                 |
|             |                 |                 |
|             |                 |                 |
| 1948        | 599             |                 |
| 1953        | 632             |                 |
| 1961        | 575             |                 |
| 1971        | 611             |                 |
| 1981        | 503             |                 |
| 1991        | 365             | 365             |
| 2002        | 317             | 316             |
|             |                 |                 |

| Etnična sestava po popisu iz leta 2002 | Etnična sestava po popisu iz leta 2002 | Etnična sestava po popisu iz leta 2002 | Etnična sestava po popisu iz leta 2002 | Etnična sestava po popisu iz leta 2002 |
| -------------------------------------- | -------------------------------------- | -------------------------------------- | -------------------------------------- | -------------------------------------- |
| Srbi                                   | Srbi                                   |                                        | 122                                    | 38,60%                                 |
| Bolgari                                | Bolgari                                |                                        | 93                                     | 29,43%                                 |
| Jugoslovani                            | Jugoslovani                            |                                        | 7                                      | 2,21%                                  |
| Makedonci                              | Makedonci                              |                                        | 2                                      | 0,63%                                  |
| Črnogorci                              | Črnogorci                              |                                        | 1                                      | 0,31%                                  |
| Neznano                                | Neznano                                |                                        | 31                                     | 9,81%                                  |